# De Smurfen en de paarse bonen
De Smurfen en de paarse bonen is het 36ste stripalbum uit de reeks De Smurfen. De Nederlandstalige versie verscheen in 2017 bij Standaard Uitgeverij.

## Verhaal
Grote Smurf kreeg van tovenaar Omnibus paarse boontjes omdat de oogst van Boerensmurf mislukte. De smurfen vinden deze bonen overheerlijk. Vervolgens willen ze niets anders meer eten dan paarse bonen. Ze houden zelfs een bonenfeest. De bonen hebben echter een neveneffect: de smurfen worden er te dik en lui van. Smurfin merkt als eerste op dat ze dik geworden is omdat haar zomerjurkjes niet meer passen. Ze wil geen paarse bonen meer eten en besluit om zelf haar eigen groenten te kweken. Ze vraagt hulp aan Boerensmurf, maar hij weigert te helpen omdat hij alleen nog paarse bonen kweekt. Grote Smurf stelt een gezondheidsprogramma op waarbij ze meer moeten bewegen. Potige Smurf wil het goede voorbeeld geven en zet de andere smurfen aan tot sporten en bewegen. Smurfin richt een club op waarvan de leden geen paarse bonen mogen eten. 
Een aantal smurfen gaat hout sprokkelen in het bos, maar wordt dan gevangengenomen door Gargamel. Die proeft enkele van de bonen en laat een van de gevangen smurfen vrij. De smurfen moeten nu dagelijks een kar met paarse bonen naar Gargamel brengen. Vervolgens laat hij telkens één gevangen smurf vrij. Gargamel wil echter één smurf gevangen houden om voor zijn proeven te gebruiken. De smurf kan zelf ontsnappen uit de kooi nu hij vermagerd is. Nu de voorraad boontjes bij de smurfen op is en de winter nadert, moeten ze weer voedsel zoeken in het bos. Intussen zijn ook bij Gargamel de boontjes op, waarbij hijzelf ook te dik geworden is.

## Achtergrond
Tekenaar Pascal Garray werkte mee aan zeventien albums van De Smurfen. Dit was het laatste album waar hij aan meewerkte voor zijn overlijden. Vanwege dat overlijden bevat het Franse album een bijlage van acht pagina's.
Er zit ook wat moralisme en satire verwerkt in de verhaallijn. Zo wordt het onder meer verwezen naar fastfood, biologische producten en eetverslavingen.

## Brusselse versie
In 2022 bracht Noir Dessin Production een versie van dit album uit in het Brussels dialect onder de titel Les Schtroumpfs et les boentjes mauves.